# 680-talet f.Kr.

## Händelser
- 689 f.Kr. – Kung Sennacherib av Assyrien plundrar Babylon.
- 687 f.Kr.
  - 22 april – Kineserna observerar och nertecknar en meteorskur i stjärnbilden Lyran.[1]
  - Gyges blir kung av Lydien.
  - Hezekiah efterträds av Manasseh som kung av Juda.
- 683 f.Kr. 
  - Ämbetstiden för Arkont basileios i Aten minskas från tio till ett år.
- 681 f.Kr.
  - Esarhaddon efterträder Sennacherib som kung av Assyrien.
  - Zhou li wang blir kung av den kinesiska Zhoudynastin.
- 680 f.Kr. – Ball II tillträder som regent av Tyros.

## Födda
- 680 f.Kr. – Archilochos, grekisk poet (född på ön Paros; omkring detta år).

## Avlidna
- 682 f.Kr. – Zhou zhuang wang, kung av den kinesiska Zhoudynastin.
- 681 f.Kr. – Sanherib, assyrisk kung.

### Fotnoter
1. ↑  ”Chronology of World History”. Arkiverad från originalet den 18 oktober 2011. https://web.archive.org/web/20111018123038/http://www.islandnet.com/~KPOLSSON/worldhis/index.htm. Läst 18 juli 2011.